# Buffignécourt
Buffignécourt ist eine französische Gemeinde im Département Haute-Saône in der Region Bourgogne-Franche-Comté.

## Geographie
Buffignécourt liegt auf einer Höhe von 245 m über dem Meeresspiegel, neun Kilometer östlich von Jussey und etwa 24 Kilometer nordwestlich der Stadt Vesoul (Luftlinie). Das Dorf erstreckt sich im nördlichen Teil des Departements, auf einer Anhöhe über der Mündung des Ruisseau de Praget in den Ruisseau de Révillon, östlich des Saônetals.
Die Fläche des 6,27 km² großen Gemeindegebiets umfasst einen Abschnitt in der leicht gewellten Landschaft östlich des oberen Saônetals. Von Nordosten nach Südwesten wird das Gebiet von der Alluvialniederung des Ruisseau de Révillon durchquert, der für die Entwässerung zur Saône sorgt. Die Talebene liegt durchschnittlich auf 225 m und weist eine Breite von ungefähr einem Kilometer auf. Bei Buffignécourt mündet von Norden her der kurze Seitenbach Ruisseau de Praget. Flankiert wird die Niederung auf beiden Seiten von Hochflächen, die auf rund 260 m liegen. Mit 274 m wird nördlich des Ortes die höchste Erhebung von Buffignécourt erreicht. In geologisch-tektonischer Hinsicht besteht das Gelände aus einer Wechsellagerung von sandig-mergeligen und kalkigen Sedimenten, die zur Hauptsache während der Lias (Unterjura) abgelagert wurden. Das Gebiet wird überwiegend landwirtschaftlich genutzt, größere Waldflächen gibt es entlang der Gemeindegrenzen.
Nachbargemeinden von Buffignécourt sind Venisey im Norden, Contréglise im Osten, Amance und Baulay im Süden sowie Montureux-lès-Baulay im Westen.

## Geschichte
Erstmals urkundlich erwähnt wird Buffignécourt im Jahr 1209. Der Ortsname leitet sich vom germanischen Personennamen Vulfingus und dem altfranzösischen Wort cort (Gehöft) ab. Im Mittelalter gehörte das Dorf zur Freigrafschaft Burgund und darin zum Gebiet des Bailliage d’Amont. Die lokale Herrschaft hatte das Kloster Faverney inne. Zusammen mit der Franche-Comté gelangte das Dorf mit dem Frieden von Nimwegen 1678 definitiv an Frankreich. Heute ist Buffignécourt Mitglied des Gemeindeverbandes Terres de Saône.

## Bevölkerung
| Jahr                       | 1962 | 1968 | 1975 | 1982 | 1990 | 1999 | 2006 | 2012 | 2021 |
| Einwohner                  | 120  | 112  | 99   | 113  | 153  | 127  | 118  | 124  | 124  |
| Quellen: Cassini und INSEE |      |      |      |      |      |      |      |      |      |

Mit 129 Einwohnern (1. Januar 2022) gehört Buffignécourt zu den kleinen Gemeinden des Départements Haute-Saône. Nachdem die Einwohnerzahl in der ersten Hälfte des 20. Jahrhunderts deutlich abgenommen hatte (1881 wurden noch 317 Personen gezählt), wurde ab 1975 bis 1990 wieder ein leichtes Bevölkerungswachstum verzeichnet.

## Sehenswürdigkeiten
Die Kirche Mariä Geburt (Église de la Nativité-de-Notre-Dame) in Buffignécourt wurde im 18. Jahrhundert neu erbaut. Sie besitzt eine reich skulptierte Kanzel und einen Altar aus dem 18. Jahrhundert. An den drei alten Ortseingängen stehen Calvaires, ein weiterer aus Schmiedeeisen (18. Jahrhundert) befindet sich vor der Kirche und ein steinerner vor der Mairie (Gemeindehaus). Aus dem 19. Jahrhundert stammt das Lavoir, dessen Dach von zahlreichen Säulen getragen wird. Es diente einst als Waschhaus und Viehtränke.

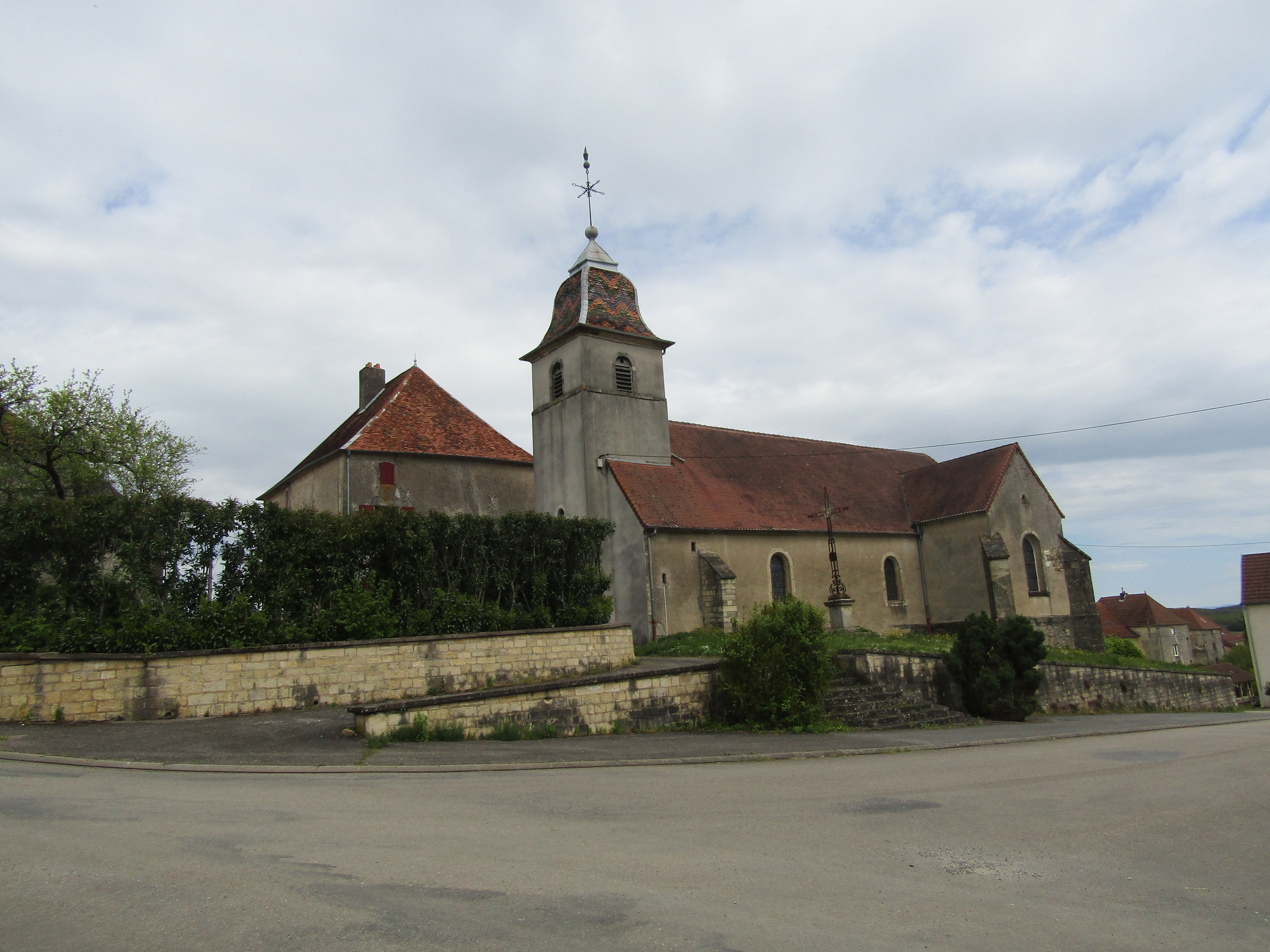
Kirche Mariä Geburt
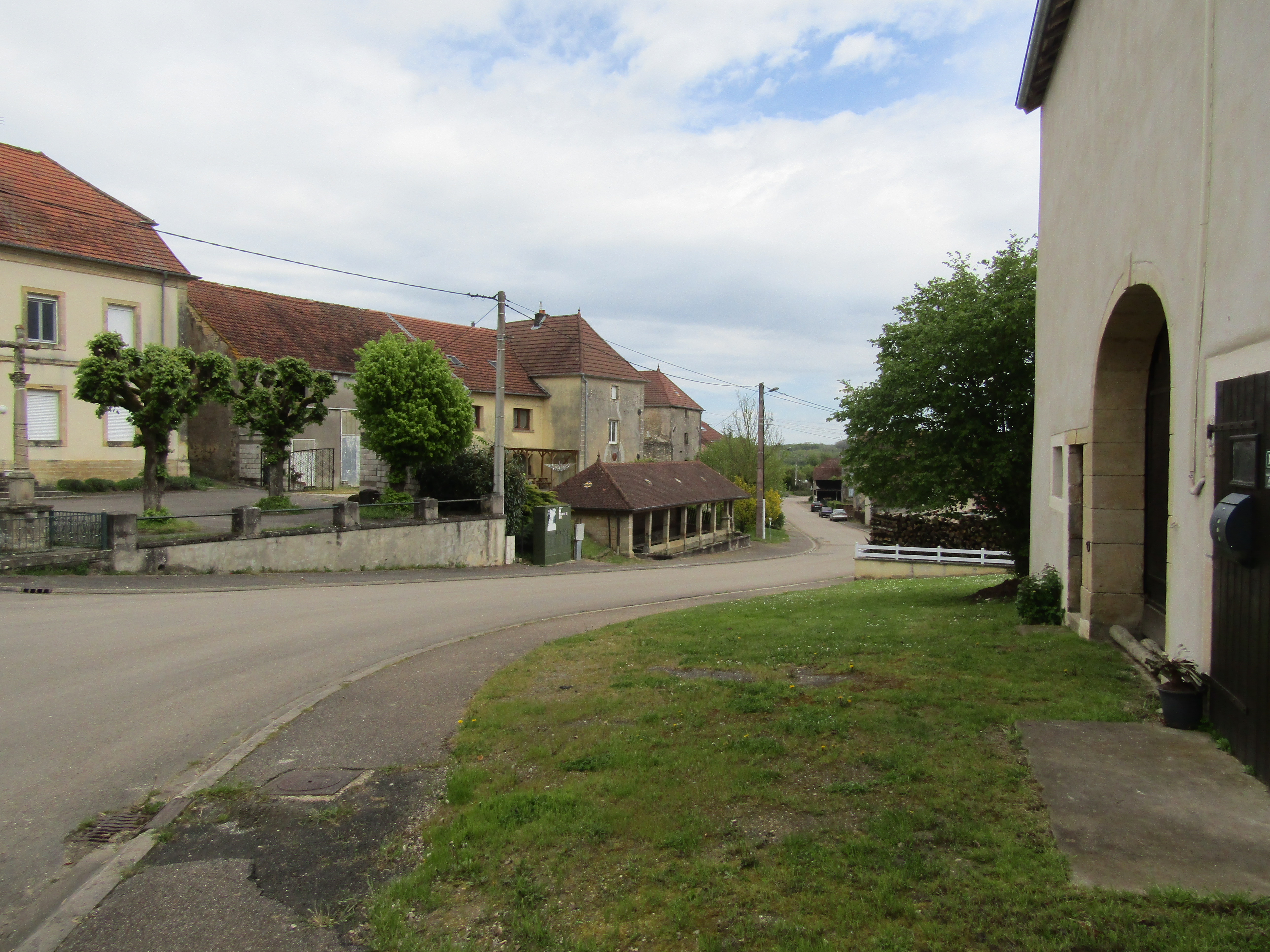
Lavoir
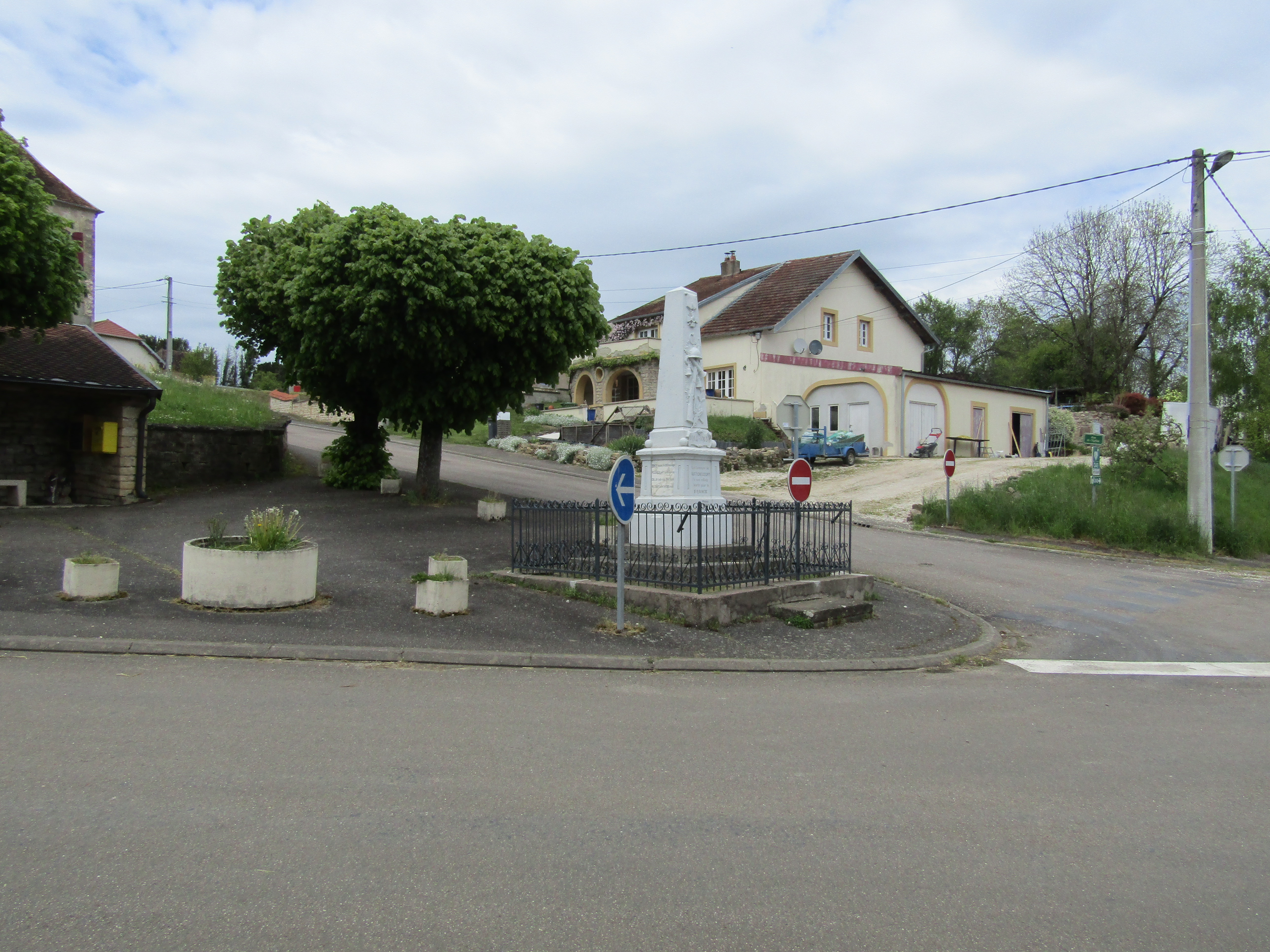
Gefallenendenkmal

## Wirtschaft und Infrastruktur
Buffignécourt ist noch heute ein vorwiegend durch die Landwirtschaft (Ackerbau, Weinbau und Viehzucht) und die Forstwirtschaft geprägtes Dorf. Außerhalb des primären Sektors gibt es nur wenige Arbeitsplätze im Ort. Einige Erwerbstätige sind deshalb Wegpendler, die in den größeren Ortschaften der Umgebung ihrer Arbeit nachgehen.
Der Ort liegt abseits der größeren Durchgangsachsen an einer Departementsstraße, die von Montureux-lès-Baulay nach Amance führt. Weitere Straßenverbindungen bestehen mit Baulay und Contréglise.